# Favale di Malvaro

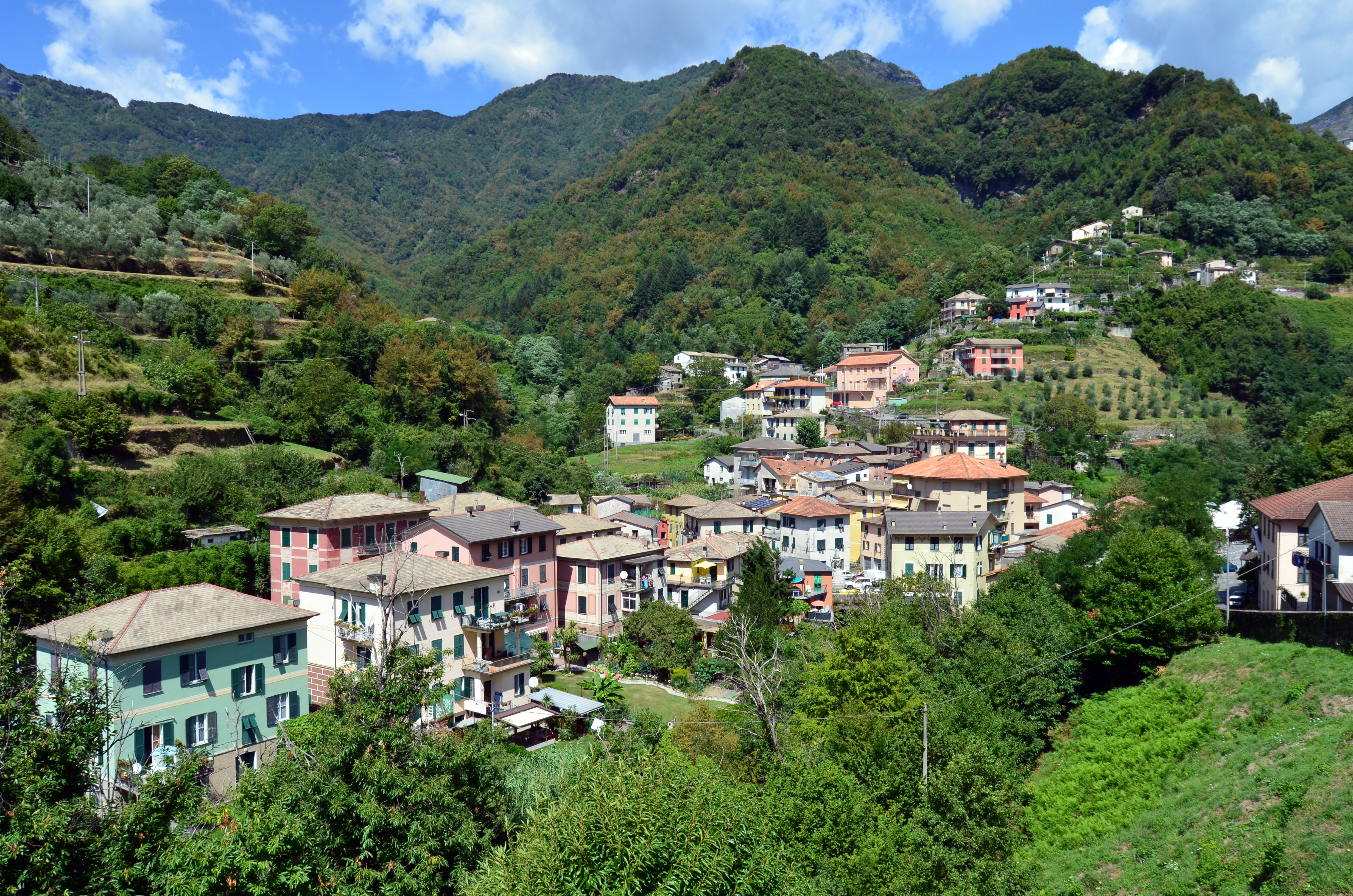
một cảnh chụp ở Favale di Malvaro

Favale di Malvaro là một đô thị ở tỉnh Genova thuộc vùng Liguria, nằm ở vị trí cách khoảng 25 km về phía đông của Genova. Tại thời điểm ngày 31 tháng 12 năm 2004, đô thị này có dân số 505 người và diện tích là 16,7 km².
Đô thị Favale di Malvaro có các frazione (subdivision) Monteghirfo.
Favale di Malvaro giáp các đô thị sau: Lorsica, Mocònesi, Neirone, Rezzoaglio.